# Carl August Walbrodt
 Carl August Walbrodt  (Amsterdam, 28 de novembre de 1871 – Berlín, 3 d'octubre de 1902) fou un jugador d'escacs alemany. Fou un escaquista molt actiu fent exhibicions de simultànies, ensenyant escacs, organitzant esdeveniments escaquístics, i fins i tot va fundar dos clubs d'escacs. També escrivia una columna d'escacs a la publicació Berliner Lokal-Anzeiger aproximadament entre el setembre de 1899 i el febrer de 1902.

## Biografia
La família de Walbrodt, alemanya, es va traslladar des de Wesel, Província del Rin, a Amsterdam, poc abans del naixement de Carl August. Sembla que varen retornar a la zona de Berlín, abans que ell tingués 10 anys, edat a la qual el seu pare li va ensenyar a jugar a escacs. Quan la família havia anat a viure a Amsterdam, semblaven ser molt pobres, però als voltants de 1881 havien obtingut prou recursos per escolaritzar els nens. A mitjans dels 1890 Carl August Walbrodt i el seu germà tenien una petita indústria de fabricació de pantògrafs. D'acord amb The Oxford Companion to Chess, li fou diagnosticada una tuberculosi a començaments dels 1890, i morí d'aquesta malaltia als 30 anys.

## Resultats destacats en competició
El 1890 fou 5è a Berlín (el campió fou Horatio Caro). El 1890/91, fou 2n (3r després d'un play-off) a Berlín (el campió fou Richard Teichmann). El 1892 empatà als llocs 4t-5è a Dresden (7è Congrés de la DSB, el guanyador fou Siegbert Tarrasch). Empatà al 1r lloc amb Curt von Bardeleben a Kiel 1893 (8è Congrés de la DSB). El 1894, empatà als llocs 4t-5è a Leipzig (9è Congrés de la DSB, el guanyador fou Tarrasch). Fou 11è al Torneig Internacional de Hastings 1895.
El 1896, fou 2n, rere von Bardeleben, i per davant de Jacques Mieses, al Triangular de Berlín, empatà als llocs 7è-8è a Nuremberg (el guanyador fou Emanuel Lasker), i empatà als llocs 6è-7è a Budapest (els guanyadors foren Rudolf Charousek i Mikhaïl Txigorin). El 1897, fou 2n, rere Charousek, al Torneig Internacional de Berlín, i fou 5è al torneig del Centre d'Escacs de Berlín (el guanyador fou von Bardeleben). Fou 15è al gran Torneig de Viena 1898 (Kaiser-Jubiläumsturnier) (els campions foren Pillsbury i Tarrasch).

### Matxs
Walbrodt va jugar 15 mats entre 1890 i 1898. No hi ha dades sobre el resultat del seu primer matx, contra Karl Holländer (1890). Guanyà contra Emil Schallopp a Berlín 1891, Hermann Keidanski a Berlín 1891, Curt von Bardeleben a Berlín 1892, Eugene Delmar a Nova York 1893, Alfred Ettlinger a Nova York 1893, Andrés Clemente Vázquez a l'Havana 1893, Wilhelm Cohn a Berlín 1894, Kuerschner a Nuremberg 1898, Haeusler, empatà amb Theodor von Scheve a Berlín 1891, Mieses a Berlín 1894, i perdé contra Pillsbury (+0 –2 =1) a Boston 1893, Tarrasch (+0 –7 =1) a Nuremberg 1894, i Dawid Janowski (+2 –4 =2) a Berlín 1897.